# Sydlig skymningssalamander
Sydlig skymningssalamander (Desmognathus auriculatus) är ett stjärtgroddjur i familjen lunglösa salamandrar som finns i östra och södra USA. 

## Utseende
Den sydliga skymningssalamandern är kraftigt byggd med ett spetsigt huvud. Bakbenen är tydligt större än frambenen, och längden varierar mellan 7,5 och 16 cm. Kroppen är brun till svart, med vitaktiga eller rödaktiga fläckar på sidorna innanför benen. Ryggen kan ha en ljusare mittstrimma.  Buksidan har samma grundfärg som ovansidan, men med vitaktiga fläckar.

## Utbredning
Arten finns längs sydöstra och södra USA:s kusttrakter, från sydöstra Virginia via norra och centrala Florida till östra Texas.

## Vanor
Den sydliga skymningssalamandern föredrar sura, fuktiga miljöer som kärr, mossar, utrymmet under löv och fallna trädgrenar i närheten av vattendrag i cypress- och periodvis översvämmade lövskogar. Den är nattaktiv och håller sig gömd under dagen. Arten lever av maskar, skalbaggar och deras larver (i synnerhet vattenlevande), flug- och harkrankslarver samt vargspindlar. I fångenskap har den blivit nästan 7 år gammal. 

### Fortplantning
Honan lägger mellan 9 och 26 ägg (vissa källor anger upp till 36 stycken) i fuktiga håligheter under sensommaren. Hon bevakar äggen mycket ihärdigt i ungefär en månad. Efter kläckningen tar sig larverna ner till vattnet, där den vidare larvutvecklingen sker. Djuret blir könsmoget mellan 1,5 och 2,5 års ålder.

## Status
Den sydliga skymningssalamandern betraktas som livskraftig ("LC"), och beståndet är stabilt och minskar inte. Förlust av den gammalskog i vilken den lever är emellertid en potentiell risk, och bevaringsåtgärderna riktar in sig på detta.